# 席琳·宋
席琳·宋（英語：Celine Song，1988年—），本名宋夏英（韓語：송하영），加拿大韩裔导演、编剧，在美国长住。席琳早年从事戏剧创作工作，作品包括《末物》和《模擬市民4版海鸥》。2023年执导首部电影长片《之前的我們》，口碑不俗，获第96屆奧斯卡金像獎最佳影片及最佳原创剧本提名。

## 早年经历
席琳生于韩国，父母都是艺术工作者，父亲是电影制作人宋能汉（Song Neung-han）。席琳12岁的时候，全家搬到加拿大安大略省萬錦市居住。
席琳大学就读于安省京士頓女王大學心理系，2014年毕业后赴哥伦比亚大学攻读戏剧创作硕士学位。

## 职业生涯
2019年，由席琳创作的话剧《末物》在美國劇目劇團上演，原定于2020年3月在纽约戏剧工作坊（New York Theatre Workshop）进行外百老汇首演，后因2019冠状病毒疫情取消。该剧以居住于纽约的三名韩国海女及一名加拿大韩裔编剧为主角。
2020年11月，席琳参与于纽约戏剧工作坊的线上作品《模拟人生4版海鸥》，利用游戏《模擬市民4》演绎了俄罗斯剧作家安东·契诃夫的话剧《海鸥》。该剧在Twitch上演。
2021年，席琳启动个人电影处女作《之前的我們》的编剧工作。该片由葛莉塔·李和劉台午主演，讲述两名童年玩伴在成年后重逢的故事，由A24公司制片，2023年1月21日在圣丹斯电影节首映。电影获得影评人普遍好评，被认为与理查德·林克莱特、伍迪·艾伦和諾亞·波拜克的作品有异曲同工之妙。在第96屆奧斯卡金像獎上，电影获最佳影片及最佳原创剧本两项提名。
电视剧方面，席琳参与了亞馬遜工作室电视剧《時光之輪》第一季的编剧。另外有一部名叫《天作之合 (電影)》（Materialists）的电影，由A24制作，2024年2月由索尼影視娛樂在欧洲电影市场买下国际发行权。達珂塔·強生、佩德羅·帕斯卡和克里斯·埃文斯有望出演。

## 个人生活
席琳的丈夫贾斯汀·库里茨克斯也是一名编剧，两人住在纽约。

## 影视作品

### 电影
| 年份 | 片名           | 导演 | 编剧 | 注释 | 参考   |
| ---- | -------------- | ---- | ---- | ---- | ------ |
| 2023 | 《之前的我們》 | 是   | 是   |      | [ 10 ] |
| 2025 | 《天作之合》   | 是   | 是   |      | [ 15 ] |

### 电视剧
| 年份 | 片名         | 注释          | 参考  |
| ---- | ------------ | ------------- | ----- |
| 2021 | 《時光之輪》 | 专职编剧，8集 | [ 2 ] |

## 奖项与提名
| 年份 | 大奖                    | 奖项                            | 提名者         | 结果  | 参考   |
| ---- | ----------------------- | ------------------------------- | -------------- | ----- | ------ |
| 2023 | 女性电影记者联盟        | 最佳导演                        | 《之前的我們》 | 提名  | [ 20 ] |
| 2023 | 女性电影记者联盟        | 最佳原创剧本                    | 《之前的我們》 | 提名  | [ 20 ] |
| 2023 | 女性电影记者联盟        | 最佳女性导演                    | 《之前的我們》 | 提名  | [ 20 ] |
| 2023 | 女性电影记者联盟        | 最佳女性编剧                    | 《之前的我們》 | 獲獎  | [ 20 ] |
| 2023 | 亚太银幕奖              | 最佳导演                        | 《之前的我們》 | 獲獎  |        |
| 2023 | 柏林国际电影节          | 金熊奖                          | 《之前的我們》 | 提名  |        |
| 2023 | 波士頓影評人協會        | 最佳新晋电影制作人              | 《之前的我們》 | 獲獎  |        |
| 2023 | 英国独立电影奖          | 最佳国际独立电影                | 《之前的我們》 | 提名  |        |
| 2023 | 芝加哥影评人协会        | 最佳原创剧本                    | 《之前的我們》 | 提名  |        |
| 2023 | 芝加哥影评人协会        | 米洛什·斯特利克电影制片人突破奖 | 《之前的我們》 | 獲獎  |        |
| 2023 | 达拉斯—沃斯堡影评人协会 | 最佳导演                        | 《之前的我們》 | 第5名 | [ 21 ] |
| 2023 | 都柏林影评人协会奖      | 最佳导演                        | 《之前的我們》 | 獲獎  |        |
| 2023 | 佛罗里达影评人协会      | 最佳导演                        | 《之前的我們》 | 提名  |        |
| 2023 | 佛罗里达影评人协会      | 最佳电影处女作                  | 《之前的我們》 | 獲獎  |        |
| 2023 | 佛罗里达影评人协会      | 最佳原创剧本                    | 《之前的我們》 | 獲獎  |        |
| 2023 | 佛罗里达影评人协会      | 宝琳·凯尔突破奖                 | 《之前的我們》 | 亚军  |        |
| 2023 | 哥谭奖                  | 最佳影片                        | 《之前的我們》 | 獲獎  | [ 22 ] |
| 2023 | 哥谭奖                  | 最佳导演                        | 《之前的我們》 | 提名  | [ 22 ] |
| 2023 | 洛杉磯影評人協會        | 新生代奖                        | 《之前的我們》 | 獲獎  |        |
| 2023 | 國家評論協會            | 最佳导演处女作                  | 《之前的我們》 | 獲獎  |        |
| 2023 | 纽约在线影评人协会      | 最佳新人导演                    | 《之前的我們》 | 獲獎  |        |
| 2023 | 聖地牙哥影評人協會      | 最佳电影处女作                  | 《之前的我們》 | 亚军  |        |
| 2023 | 聖地牙哥影評人協會      | 最佳原创剧本                    | 《之前的我們》 | 提名  |        |
| 2023 | 圣路易斯影评人协会      | 最佳导演                        | 《之前的我們》 | 提名  | [ 23 ] |
| 2023 | 圣路易斯影评人协会      | 最佳原创剧本                    | 《之前的我們》 | 提名  | [ 23 ] |
| 2023 | 悉尼电影节              | 最佳影片                        | 《之前的我們》 | 提名  |        |
| 2023 | 多伦多影评人协会        | 最佳原创剧本                    | 《之前的我們》 | 提名  |        |
| 2023 | 华盛顿特区影评人协会    | 最佳导演                        | 《之前的我們》 | 提名  |        |
| 2023 | 华盛顿特区影评人协会    | 最佳原创剧本                    | 《之前的我們》 | 獲獎  |        |
| 2024 | 奥斯卡金像奖            | 最佳原创剧本                    | 《之前的我們》 | 待定  |        |
| 2024 | Astra电影奖             | 最佳导演                        | 《之前的我們》 | 提名  | [ 24 ] |
| 2024 | Astra电影奖             | 最佳电影处女作                  | 《之前的我們》 | 獲獎  | [ 24 ] |
| 2024 | Astra电影奖             | 最佳原创剧本                    | 《之前的我們》 | 提名  | [ 24 ] |
| 2024 | 奥斯汀影评人协会        | 最佳导演                        | 《之前的我們》 | 提名  | [ 25 ] |
| 2024 | 奥斯汀影评人协会        | 最佳电影处女作                  | 《之前的我們》 | 獲獎  | [ 25 ] |
| 2024 | 奥斯汀影评人协会        | 最佳原创剧本                    | 《之前的我們》 | 獲獎  | [ 25 ] |
| 2024 | 奥斯汀影评人协会        | 罗伯特·麦库迪突破艺术家纪念奖   | 《之前的我們》 | 提名  | [ 25 ] |
| 2024 | 英国电影学院奖          | 最佳原创剧本                    | 《之前的我們》 | 提名  |        |
| 2024 | 英国电影学院奖          | 最佳外語片                      | 《之前的我們》 | 提名  |        |
| 2024 | 评论家选择电影奖        | 最佳原创剧本                    | 《之前的我們》 | 提名  | [ 26 ] |
| 2024 | 美国导演工会奖          | 最佳电影处女作                  | 《之前的我們》 | 獲獎  |        |
| 2024 | 獨立精神獎              | 最佳導演                        | 《之前的我們》 | 獲獎  | [ 27 ] |
| 2024 | 獨立精神獎              | 最佳剧本                        | 《之前的我們》 | 提名  | [ 27 ] |
| 2024 | 乔治亚影评人协会        | 最佳导演                        | 《之前的我們》 | 提名  | [ 28 ] |
| 2024 | 乔治亚影评人协会        | 最佳原创剧本                    | 《之前的我們》 | 亚军  | [ 28 ] |
| 2024 | 乔治亚影评人协会        | 突破奖                          | 《之前的我們》 | 提名  | [ 28 ] |
| 2024 | 金球獎                  | 最佳戲劇類影片                  | 《之前的我們》 | 提名  | [ 29 ] |
| 2024 | 金球獎                  | 最佳導演                        | 《之前的我們》 | 提名  | [ 29 ] |
| 2024 | 金球獎                  | 最佳劇本                        | 《之前的我們》 | 提名  | [ 29 ] |
| 2024 | 国际影迷协会            | 最佳电影处女作                  | 《之前的我們》 | 待定  |        |
| 2024 | 伦敦影评人协会          | 年度编剧                        | 《之前的我們》 | 提名  | [ 30 ] |
| 2024 | 國家影評人協會          | 最佳编剧                        | 《之前的我們》 | 亚军  |        |
| 2024 | 在线影评人协会          | 最佳导演                        | 《之前的我們》 | 提名  |        |
| 2024 | 在线影评人协会          | 最佳原创剧本                    | 《之前的我們》 | 提名  |        |
| 2024 | 在线影评人协会          | 最佳电影处女作                  | 《之前的我們》 | 獲獎  |        |
| 2024 | 舊金山灣區影評人協會    | 最佳导演                        | 《之前的我們》 | 提名  | [ 31 ] |
| 2024 | 舊金山灣區影評人協會    | 最佳原创剧本                    | 《之前的我們》 | 提名  | [ 31 ] |
| 2024 | 卫星奖                  | 最佳原创剧本                    | 《之前的我們》 | 提名  | [ 32 ] |
| 2024 | 西雅图影评人协会        | 最佳导演                        | 《之前的我們》 | 提名  | [ 33 ] |
| 2024 | 西雅图影评人协会        | 最佳编剧                        | 《之前的我們》 | 提名  | [ 33 ] |
| 2024 | 圣丹斯电影节            | 先锋奖                          | 席琳·宋        | 獲獎  |        |
| 2024 | 第45屆青龍電影獎        | 最佳新人導演                    | 《之前的我們》 | 提名  |        |
| 2024 | 第45屆青龍電影獎        | 最佳劇本                        | 《之前的我們》 | 提名  |        |